# 58
Il 58 (LVIII in numeri romani) è un anno  del I secolo.

## Eventi

### Impero romano
- L'imperatore Nerone e Marco Valerio Messalla sono consoli.
- Finisce l'amicizia fra Nerone e il suo amico Marco Salvio Otone quando entrambi si innamorano di Poppea. Nerone invia Otone in Lusitania per assumervi la carica di governatore.
- Scoppia definitivamente una guerra fra Roma e impero partico. Gneo Domizio Corbulone (comandante di tutte le truppe romane a Oriente) lancia un'offensiva in territorio partico alla testa di un'armata di quattro legioni (Legio III Gallica, Legio VI Ferrata, Legio IIII Scythica, più una legione di truppe ausiliarie). Dopo una marcia di avvicinamento nel territorio montuoso dell'Armenia, l'armata romana arriva e assedia la fortezza di Volandum, a sud-ovest di Artaxata (l'odierna Artašat). Dopo otto ore di combattimenti, Corbulone prende possesso della fortezza e le sue truppe massacrano i difensori partici. Successivamente Corbulone decide di attraversare il fiume Aras e di proseguire verso Artaxata, i cui cittadini decidono di aprirgli le porte (come era successo a Germanico quarant'anni prima). Corbulone concede poche ore agli abitanti per raccogliere più beni personali possibile e scappare. Artaxata viene poi rasa al suolo.
- Il diciottenne Gneo Giulio Agricola assume il grado di tribuno militare in Britannia, arruolato nella Legio II Augusta (sotto il comando del governatore Gaio Svetonio Paolino). Agricola sarà il principale artefice delle conquiste romane nel nord dell'isola britannica.

### Europa
- In Turingia scoppia una lotta fra tribù germaniche per il controllo delle fonti d'acqua.

### Asia
- Il nuovo imperatore cinese, Ming-Ti, introduce il buddhismo in Cina e nella valle dell'Indo.
- In tutte le scuole pubbliche cinesi vengono resi obbligatori sacrifici in onore a Confucio.

### Religioni
- Paolo viene arrestato a Gerusalemme e incarcerato a Caesarea. Paolo invoca la sua cittadinanza romana e, come di suo diritto, viene trasferito a Roma per essere giudicato.

## Nati
- Vitellia, nobildonna romana († 75)

## Morti
- Deng Yu, politico e militare cinese (n. 2)
- Radamisto, principe georgiano

## Calendario
| Calendario 58 | Calendario 58 | Calendario 58 | Calendario 58 | Calendario 58 | Calendario 58 | Calendario 58 | Calendario 58 | Calendario 58 | Calendario 58 | Calendario 58 | Calendario 58 | Calendario 58 | Calendario 58 | Calendario 58 | Calendario 58 | Calendario 58 | Calendario 58 | Calendario 58 | Calendario 58 | Calendario 58 | Calendario 58 | Calendario 58 | Calendario 58 | Calendario 58 | Calendario 58 | Calendario 58 | Calendario 58 | Calendario 58 | Calendario 58 | Calendario 58 | Calendario 58 | Calendario 58 |
| ------------- | ------------- | ------------- | ------------- | ------------- | ------------- | ------------- | ------------- | ------------- | ------------- | ------------- | ------------- | ------------- | ------------- | ------------- | ------------- | ------------- | ------------- | ------------- | ------------- | ------------- | ------------- | ------------- | ------------- | ------------- | ------------- | ------------- | ------------- | ------------- | ------------- | ------------- | ------------- | ------------- |
|               | 1             | 2             | 3             | 4             | 5             | 6             | 7             | 8             | 9             | 10            | 11            | 12            | 13            | 14            | 15            | 16            | 17            | 18            | 19            | 20            | 21            | 22            | 23            | 24            | 25            | 26            | 27            | 28            | 29            | 30            | 31            |               |
| Gennaio       | Do            | Lu            | Ma            | Me            | Gi            | Ve            | Sa            | Do            | Lu            | Ma            | Me            | Gi            | Ve            | Sa            | Do            | Lu            | Ma            | Me            | Gi            | Ve            | Sa            | Do            | Lu            | Ma            | Me            | Gi            | Ve            | Sa            | Do            | Lu            | Ma            |               |
| Febbraio      | Me            | Gi            | Ve            | Sa            | Do            | Lu            | Ma            | Me            | Gi            | Ve            | Sa            | Do            | Lu            | Ma            | Me            | Gi            | Ve            | Sa            | Do            | Lu            | Ma            | Me            | Gi            | Ve            | Sa            | Do            | Lu            | Ma            |               |               |               |               |
| Marzo         | Me            | Gi            | Ve            | Sa            | Do            | Lu            | Ma            | Me            | Gi            | Ve            | Sa            | Do            | Lu            | Ma            | Me            | Gi            | Ve            | Sa            | Do            | Lu            | Ma            | Me            | Gi            | Ve            | Sa            | Do            | Lu            | Ma            | Me            | Gi            | Ve            |               |
| Aprile        | Sa            | Do            | Lu            | Ma            | Me            | Gi            | Ve            | Sa            | Do            | Lu            | Ma            | Me            | Gi            | Ve            | Sa            | Do            | Lu            | Ma            | Me            | Gi            | Ve            | Sa            | Do            | Lu            | Ma            | Me            | Gi            | Ve            | Sa            | Do            |               |               |
| Maggio        | Lu            | Ma            | Me            | Gi            | Ve            | Sa            | Do            | Lu            | Ma            | Me            | Gi            | Ve            | Sa            | Do            | Lu            | Ma            | Me            | Gi            | Ve            | Sa            | Do            | Lu            | Ma            | Me            | Gi            | Ve            | Sa            | Do            | Lu            | Ma            | Me            |               |
| Giugno        | Gi            | Ve            | Sa            | Do            | Lu            | Ma            | Me            | Gi            | Ve            | Sa            | Do            | Lu            | Ma            | Me            | Gi            | Ve            | Sa            | Do            | Lu            | Ma            | Me            | Gi            | Ve            | Sa            | Do            | Lu            | Ma            | Me            | Gi            | Ve            |               |               |
| Luglio        | Sa            | Do            | Lu            | Ma            | Me            | Gi            | Ve            | Sa            | Do            | Lu            | Ma            | Me            | Gi            | Ve            | Sa            | Do            | Lu            | Ma            | Me            | Gi            | Ve            | Sa            | Do            | Lu            | Ma            | Me            | Gi            | Ve            | Sa            | Do            | Lu            |               |
| Agosto        | Ma            | Me            | Gi            | Ve            | Sa            | Do            | Lu            | Ma            | Me            | Gi            | Ve            | Sa            | Do            | Lu            | Ma            | Me            | Gi            | Ve            | Sa            | Do            | Lu            | Ma            | Me            | Gi            | Ve            | Sa            | Do            | Lu            | Ma            | Me            | Gi            |               |
| Settembre     | Ve            | Sa            | Do            | Lu            | Ma            | Me            | Gi            | Ve            | Sa            | Do            | Lu            | Ma            | Me            | Gi            | Ve            | Sa            | Do            | Lu            | Ma            | Me            | Gi            | Ve            | Sa            | Do            | Lu            | Ma            | Me            | Gi            | Ve            | Sa            |               |               |
| Ottobre       | Do            | Lu            | Ma            | Me            | Gi            | Ve            | Sa            | Do            | Lu            | Ma            | Me            | Gi            | Ve            | Sa            | Do            | Lu            | Ma            | Me            | Gi            | Ve            | Sa            | Do            | Lu            | Ma            | Me            | Gi            | Ve            | Sa            | Do            | Lu            | Ma            |               |
| Novembre      | Me            | Gi            | Ve            | Sa            | Do            | Lu            | Ma            | Me            | Gi            | Ve            | Sa            | Do            | Lu            | Ma            | Me            | Gi            | Ve            | Sa            | Do            | Lu            | Ma            | Me            | Gi            | Ve            | Sa            | Do            | Lu            | Ma            | Me            | Gi            |               |               |
| Dicembre      | Ve            | Sa            | Do            | Lu            | Ma            | Me            | Gi            | Ve            | Sa            | Do            | Lu            | Ma            | Me            | Gi            | Ve            | Sa            | Do            | Lu            | Ma            | Me            | Gi            | Ve            | Sa            | Do            | Lu            | Ma            | Me            | Gi            | Ve            | Sa            | Do            |               |